# Rottenburg an der Laaber
Rottenburg an der Laaber är en stad i Landkreis Landshut i Regierungsbezirk Niederbayern i förbundslandet Bayern i Tyskland. Staden ligger nära floden Große Laber 21 km nordväst om Landshut och har cirka 9 000 invånare.